# Effektivsteuersatz
Der Effektivsteuersatz ist bei juristischen Personen definiert als Quotient aus der tatsächlichen Steuerlast und dem Unternehmensertrag vor Steuern. Bei natürlichen Personen kann der effektive Steuersatz als Verhältnis des Steuerbetrages in der Einkommensteuer zum Bruttoeinkommen definiert werden.
Statt der nominalen, durch den Steuertarif bestimmten Steuerbelastung, die sich aus den gesetzlichen Rahmenbedingungen ergibt, soll so die wirtschaftliche Steuerbelastung von Handlungsalternativen als steuerbedingte Reduktion von ökonomischen Zielgrößen in Form eines Prozentsatzes bestimmt werden. Tarif-, Bemessungsgrundlagen- und Zeiteffekte der Besteuerungsalternativen werden so auf eine Zahl reduziert.

## Berechnungsmodelle
Für die Bestimmung effektiver Steuersätze existieren unterschiedliche Berechnungsmodelle. Unter der Bezeichnung der „forward-looking concepts“ sind die Effektivsteuersatzkonzepte zusammengefasst, die Steuerbelastungen zukünftiger Investitionsobjekte widerspiegeln. Ihnen werden in der Literatur zwei Aufgaben zugewiesen: Einerseits sollen sie zur Unterstützung von Investitions- oder Standortentscheidungen verwendet werden und andererseits steuerliche Bevorzugungen bzw. Benachteiligungen für Realinvestitionen offenlegen.
Zur Gruppe der forward-looking concepts werden die auf der neoklassischen Investitionstheorie aufbauenden analytischen Effektivsteuersatzmodelle von King/Fullerton und Devereux/Griffith sowie die von einem finanzplanorientierten Unternehmensmodell wie dem European Tax Analyzer abgeleiteten Effektivsteuersätze gezählt.

## Unterschiede in den Modellen
Unterschiede zwischen den Modellansätzen bestehen in der Wahl der ökonomischen Zielgröße und im Umfang der einbezogenen Steuerbemessungsgrundlagenkomponenten. Im Modell von King/Fullerton wie auch im ETA wird als ökonomische Zielgröße die Rendite des Investitionsobjekts herangezogen. Während die Rendite im Modell von King/Fullerton aus arbitragefreien Güter- und Kapitalmärkten abgeleitet ist, wird sie im Fall des ETA aus den Endwerten der zugrunde liegenden Finanzpläne bestimmt und kann insofern als betriebswirtschaftlicher Beitrag zur Effektivsteuerdiskussion angesehen werden.
Das Modell von King/Fullerton erlaubt für die Ermittlung der Effektivsteuersätze nur eine beschränkte Anzahl an Eingabeparametern, wie zum Beispiel die Rendite vor Steuern sowie die ökonomische und die steuerliche Abschreibungsrate des unterstellten Anlagegutes. Aus diesen Eingabeparametern wird die Nach-Steuer-Rendite anhand eines Optimierungsansatzes bzw. eines Arbitragegleichgewichts analytisch bestimmt. Die Kompaktheit des Modells wird durch eine Vielzahl einschränkender Annahmen erkauft. So ist die Analyse auf Grenzinvestitionen mit unendlicher Laufzeit und einem exponentiell abnehmenden Zahlungsstromverlauf beschränkt. Darüber hinaus ist die Modellierung von Steuerbemessungsgrundlagen auf Elemente begrenzt, die keine Antizipation unsicherer Erwartungen erfordern, im Wesentlichen also auf Abschreibungen.
EATR (effective average tax rate) stellt einen Indikator für die Messung steuerlicher Belastung von Unternehmen im internationalen Kontext dar. Das EATR-Maß ist das gewichtete Mittel der nominellen Steuersatzes sowie des effektiven Steuersatzes. Letzterer gibt die steuerliche Belastung einer Investition an. Diese wiederum entspricht nach Steuern gerade dem Kapitalmarktzins.
{\displaystyle EATR={\frac {r-r_{s}}{r}}}
mit {\displaystyle r} = vorsteuerliche Rendite, {\displaystyle r_{s}} = nachsteuerliche Rendite